# یک دختر تنها
یک دختر تنها (به انگلیسی: One Less Lonely Girl) نام دومین تک‌آهنگ جاستین بیبر، خوانندهٔ نوجوان کانادایی است.